# Desa Ngargomulyo (administrativ by i Indonesien, lat -6,69, long 111,49)
Desa Ngargomulyo är en administrativ by i Indonesien.   Den ligger i provinsen Jawa Tengah, i den västra delen av landet, 500 km öster om huvudstaden Jakarta.